# Les Peintures
 Les Peintures  es una población y comuna francesa, en la región de Aquitania, departamento de Gironda, en el distrito de Libourne y cantón de Coutras.

## Demografía
| 1068 | 1038 | 1021 | 1080 | 1118 | 1197 |
| Para los censos de 1962 a 1999 la población legal corresponde a la población sin duplicidades (Fuente: INSEE [Consultar]) |      |      |      |      |      |